# هنري وليامز (عسكري)
هنري وليامز هو عسكري كندي، ولد في 6 فبراير 1834 في كندا، وتوفي في 17 أكتوبر 1917.